# Picumnus cinnamomeus
Picumnus cinnamomeus, conocido como carpinterito castaño, es una especie de ave en la familia Picidae.
Es endémico de Colombia y Venezuela.
Su hábitat natural son los bosques subtropicales o tropicales secos, bosques subtropicales o tropicales secos de mangle y el matorral subtropical o tropical seco.